# Springfield Armor
Die Springfield Armor sind ein ehemaliges Basketballfranchise aus Springfield, Massachusetts, das in der NBA Development League spielte. Die Heimspiele trug die Mannschaft im MassMutual Center aus. Das Team gehörte bis 2014 HWS Basketball, LLC, dessen Besitzer Michael Savit ist. Diesem gehören auch vier Minor-League-Baseballteams: die Mobile BayBears, die Modesto Nuts, die Mahoning Valley Scrappers und Columbia Blowship. Zur Saison 2011/12 wurden sie zum exklusiven Farmteam der Brooklyn Nets (zum damaligen Zeitpunkt noch als New Jersey Nets bekannt).
Da in Springfield Basketball erfunden wurde, wird die Stadt auch als Birthplace of Basketball (deutsch Geburtsort des Basketballs) bezeichnet.
Der Name des Teams kommt von der Springfield Armory, die 1777 von George Washington gegründet wurde. Am 30. Juni 2009 gab das Team sein Logo und seinen Namen offiziell bekannt.
In der D-League-Saison 2011/12 gelang dem Team erstmals in der Teamgeschichte die Teilnahme an den Play-offs, wo sie sich in der ersten Runde den Canton Charge geschlagen geben musste.
Im April 2014 gab die Liga bekannt, dass die Springfield Armor an die SSJ Group um Mehrheitseigner Steve Jbara verkauft wurden und zur Spielzeit 2014/15 nach Grand Rapids umgesiedelt werden. Dort wird das Team als exklusives D-League Team der Detroit Pistons fungieren. Ein neuer Name des Teams wurde zu diesem Zeitpunkt noch nicht bekanntgegeben. Bis dahin fungiert es als Grand Rapids NBA D-League Team.
Am 17. Juni 2014 gab die D-League und das Team den neuen Namen und das Teamlogo bekannt, seitdem heißt das „Grand Rapids NBA D-League Team“ neu Grand Rapids Drive.

## Bekannte Spieler
- Marcin Gortat
- Malick Badiane
- Terrence Williams
- Yūta Tabuse
- Tim Ohlbrecht